# Caatinga
Localisation
La caatinga est une écorégion terrestre du WWF appartenant au biome des déserts et brousses xériques de l'écozone néotropicale.
La caatinga est un écosystème caractérisé par un type particulier de végétation ; elle est située dans le nord-est du Brésil. Elle est constituée par une forêt de petits arbres épineux qui ne vivent que de manière saisonnière. Cactus, buissons épineux, et herbes adaptées à l'aridité, constituent le manteau végétal. De nombreuses plantes poussent, fleurissent et meurent durant la brève saison pluvieuse.
Le nom caatinga est issu de la langue tupi et signifie « forêt blanche » ou « végétation blanche » (de caa, « forêt », « végétation » et tinga, « blanc »).
En 2001, la région, sur une surface de 19 899 000 ha, est déclarée réserve de biosphère par l'Unesco.

## Situation

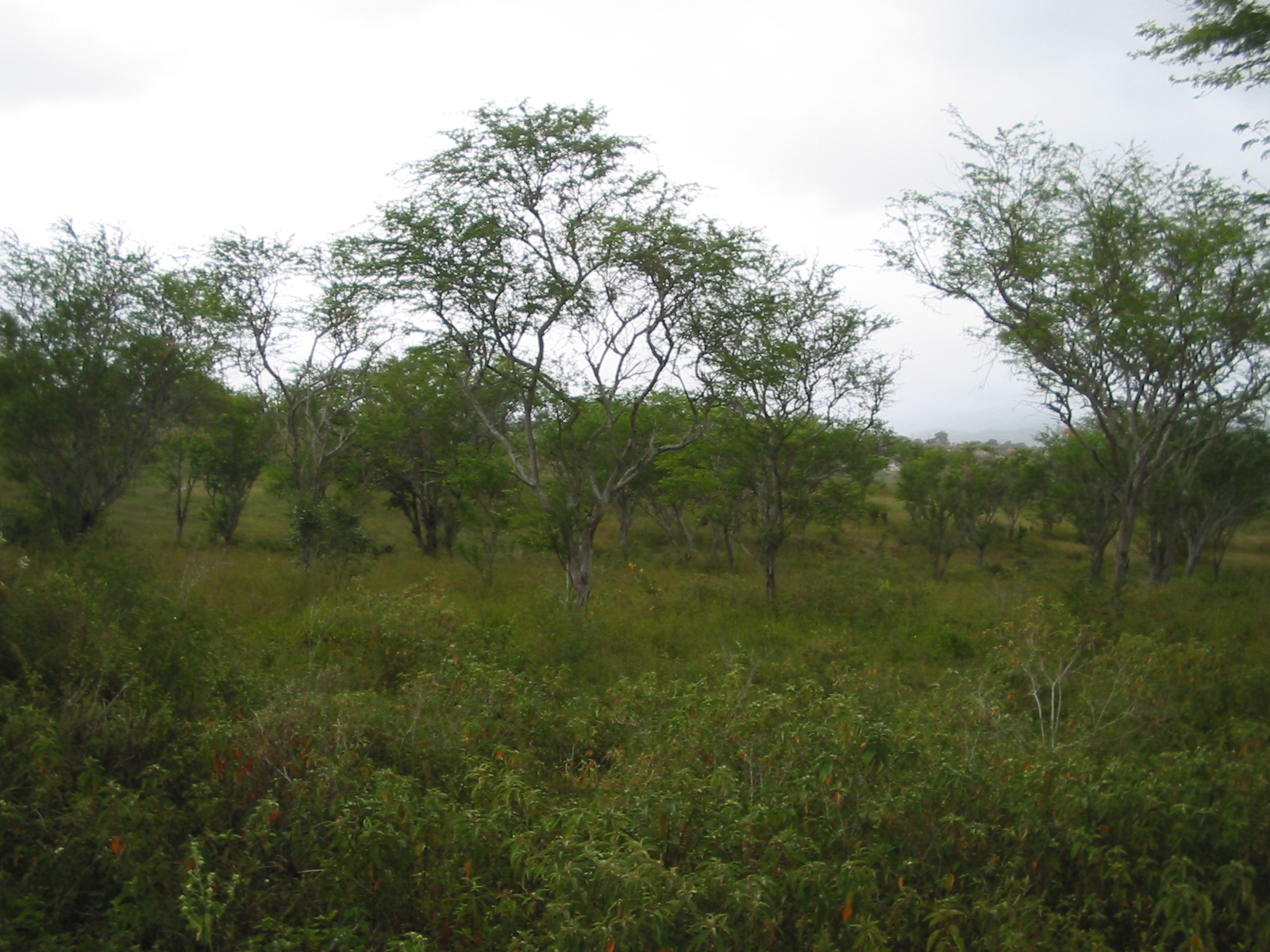
La caatinga durant la saison des pluies.

La caatinga s'étend sur 731 320 km2, soit 8,6 % du territoire brésilien.
Elle couvre la portion nord-est du Brésil. Elle est située approximativement entre les 3e et 17e méridiens ouest, s'étendant sur huit États du Brésil, près de la côte atlantique : Piauí, Ceará, Rio Grande do Norte, Paraíba, Pernambouc, Alagoas, Sergipe, Bahia, ainsi que certaines zones du Minas Gerais. Cependant dans la moitié sud de la caatinga, on trouve des portions de forêt tropicale humide.